# Eugen Cizek
Eugen Cizek (Bucarest, 24 de febrero de 1932-ibídem, 16 de diciembre de 2008) fue un historiador y filólogo rumano especializado en filología clásica, catedrático en la Facultad de Lenguas y Literaturas Extranjeras, de la Universidad de Bucarest, autor de los estudios relativos a la literatura latina, entre los cuales es notable La Historia de la literatura latina.
Por la magnitud de su obra, publicada en las más grandes editoriales del extranjero, Eugen Cizek cuenta en las filas de los más importantes profesores rumanos de Lenguas Clásicas (lengua latina preferentemente) del periodo de posguerra. Eugen Cizek también es uno de los pocos clasicistas rumanos de reputación internacional.
Categorie:Articole care necesită citări suplimentare
Categorie:Articole care necesită citări suplimentare

## Datos biográficos
Eugen Cizek nace el 24 de febrero de 1932 en Bucarest con el nombre de Eugen Antoniu. En 1955 se gradúa en La facultad de Letras, especializándose en filología clásica en la Universidad de Bucarest. En 1968 debuta cómo doctor en ciencias filológicas en la misma universidad. Después es nombrado docteur-ès-lettres de la Universidad de Lyon II. Fue elegido miembro de la Academia de Ciencias, Letras y Artes de Lyon, de la Société des Études Latines de París y, más tarde, miembro correspondiente de la Academia de Barcelona. En 1982 es distinguido con premio ADELF de la Asociación de Escritores de París y, en el mismo año, la Academia Rumana la otorga el Premio Timotei Cipariu. Fallece en Bucarest, a la edad de 77 años.

## Obras
- Publius Vergilius Maro (1964), Eneida, Colecția Biblioteca pentru toți, Traducere de Eugen Lovinescu, Text revăzut, prefață, tabel cronologic, note și indice de Eugen Cizek, București: Editura pentru Literatură.

- Structures et idéologie dans "Les vies des douze Césars" de Suétone, (cu bibliografie pentru Gaius Suetonius Tranquillus), Les Belles Lettres, Paris, 1977
- Scriitori greci și latini, Editura Științifică și Enciclopedică, București, 1978
- Epoca lui Traian. Împrejurǎri istorice și probleme ideologice, Editura științifică și enciclopedicǎ, București 1980
- Néron, Fayard, Paris, 1982
- Secvență Romană, Editura Politică, 1986
- Evoluția romanului antic, Editura Univers, București, 1987
- Mentalités et institutions politiques romaines, Fayard, Paris, 1990
- L'empereur Aurélien et son temps, Les Belles Lettres, Paris, 1994
- Histoire et historiens à Rome dans l'antiquité, Presses Univ. de Lyon, Lyon, 1995
- Mentalități și instituții romane, București, Editura Globus, 1998
- Istoria literaturii latine vol. I+II, Editura Corint, 2003, ISBN 973653412X
- Petroniu,Satyricon,traducere, postfață și note de Eugen Cizek, Paideia, București, 2003
- L'empereur Titus, Paideia, București 2006, ISBN 973-596-318-3